# وانسيغ

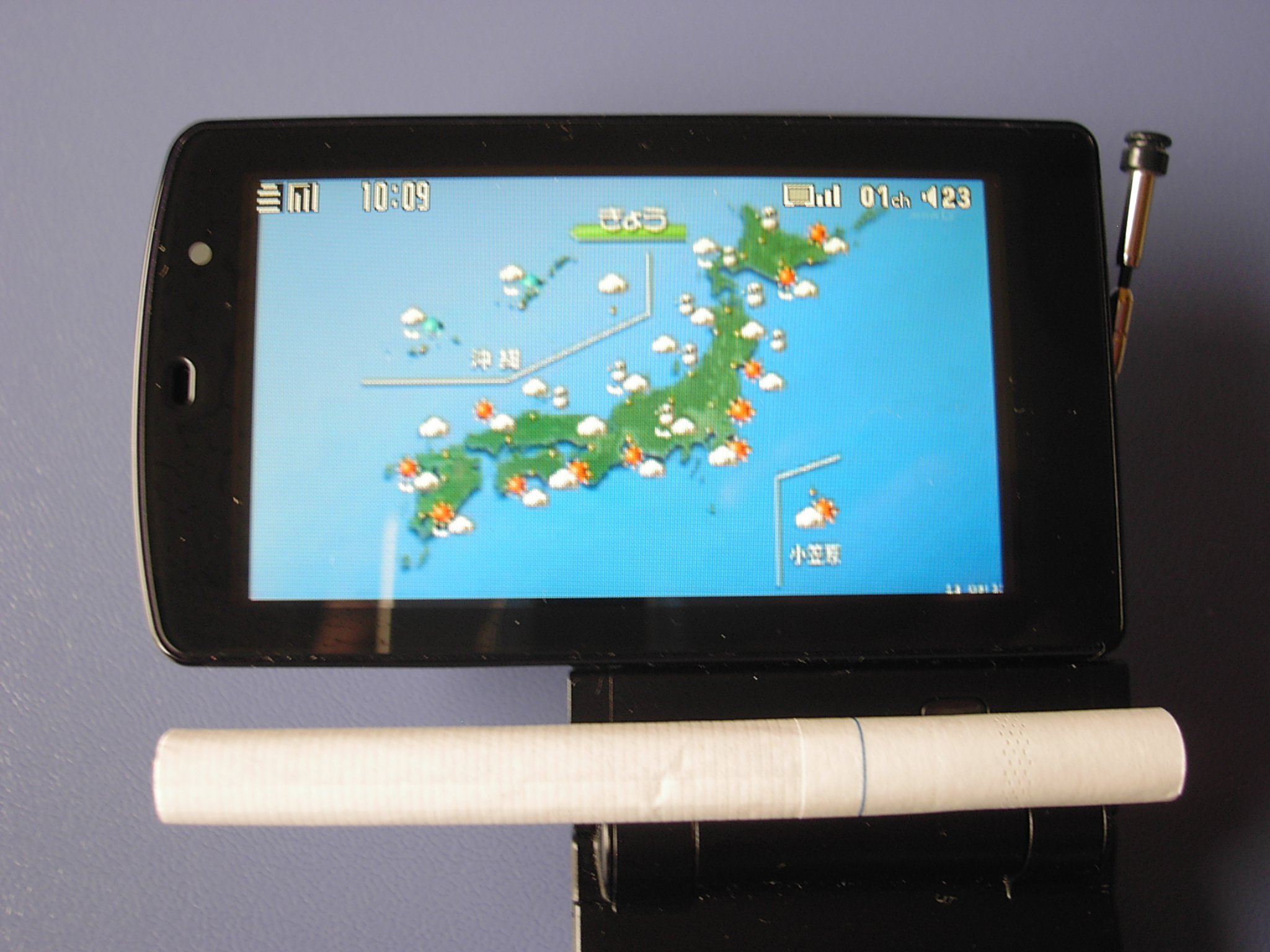
جهاز هاتف محمول يشغل خدمة وانسيغ، حيث تعرض نشرة الأحوال الجوية من هيئة الإذاعة اليابانية. يقارن حجم الشاشة بطول سيجارة واحدة.

وانسيغ (باليابانية ワンセグ = wansegu) هو نظام لبث بيانات الصوت والصورة والمعلومات المتلفزة عبر أجهزة الهاتف المحمول في اليابان. بدأت الخدمة بشكل تجريبي في عام 2005 وبشكل تجاري رسمي في الأول من إبريل عام 2006.
سمي باسم وانسيغ وتعني الجزء الواحد لأن إرسال التلفاز يشغل جزء من أصل ثلاثة عشرة جزء تقسم لها حزمة معلومات الهاتف المحمول.

## وصلات خارجية
- عرض لأحد أجهزة وانسيغ (لغة إنكليزية) على يوتيوب